# Usta angulata
Usta angulata är en fjärilsart som beskrevs av Rothschild 1895. Usta angulata ingår i släktet Usta och familjen påfågelsspinnare. Inga underarter finns listade i Catalogue of Life.